# Escrow
Der Anglizismus Escrow bedeutet so viel wie Treuhand oder Hinterlegung und wird in verschiedenen Zusammenhängen in der Informatik, aber auch im Rechtsbereich verwendet.

## Etymologie
Diese Bedeutung stammt aus dem angloamerikanischen Rechtsraum. Im Altfranzösischen bezeichnete das Wort den Hinterlegungsgegenstand selbst (französisch escroe, „Schriftrolle“).

“Escrow apparently from Norman-French: escrit (Britt. 98b) Latin: Scriptum, a writing. A writing sealed and delivered to a stranger (i.e. a person not a party to it), to be held by him until certain conditions be performed, and then to be delivered to take effect as a deed. It is said that, to make the writing an escrow, the word escrow must be used in delivering it, but whether this is so at the present day is doubtful.”

„Das Wort ist wohl normannisch-altfranzösischen Ursprungs und bezeichnet eine gesiegelte, an einen Dritten (d. h. der nicht Vertragspartei ist) übergebene Urkunde, die von diesem gehalten und bei Eintreten bestimmter Bedingungen herausgegeben werden und erst anschließend Rechtswirkung entfalten soll. Nach der Überlieferung wird ein Schriftstück erst dann zu einem Escrow, wenn das Wort Escrow bei der Übergabe verwendet wird; ob dies heutzutage noch vorauszusetzen ist, erscheint zweifelhaft.“

## In der Informatik

### Software-Escrow
Von Software-Escrow spricht man, wenn ein Anbieter von Software den Quelltext nicht an den Anwender herausgeben will, aber bereit ist, im Falle bestimmter Ereignisse (vor allem der Insolvenz) Einblick zu gewähren. Dieses Ziel soll durch die Hinterlegung der Quelltexte nebst Dokumentation bei einem unabhängigen Unternehmen oder Notar erreicht werden, der die Unterlagen in den genannten Fällen an den Anwender herausgeben soll. Ob diese Rechtsfigur tatsächlich insolvenzfest ist, ist in der juristischen Literatur umstritten.
Software-Escrow ist nur in Fällen sinnvoll, in denen angewandte Software im Verlustfall den Fortlauf unternehmenswichtiger Geschäfte steuert. Der Nutzenaufwand ist hier durchaus umstritten. Insbesondere ist der Insolvenzfall des Softwareherstellers keineswegs eindeutig beschrieben. Die Herausgabegründe sind hierbei ein zentraler Dreh- und Angelpunkt eines Escrow-Vertrages.

### Key-Escrow
Von Key-Escrow spricht man hauptsächlich im Zusammenhang mit staatlicherseits erwünschtem Einblick in Daten, die mit kryptografischen Verfahren verschlüsselt wurden. Danach sollen die zur Entschlüsselung der Daten notwendigen Schlüssel bei Dritten hinterlegt werden und staatliche Stellen unter gewissen Voraussetzungen Zugriff auf die Schlüssel erhalten.

### Datenbanken
Im Kontext von Datenbanken handelt es sich bei Escrow-Verfahren um eine Synchronisationsmethode von Transaktionen zum Einbringen von Daten in die Datenbank. Die Daten werden sofort in die Datenbank eingetragen, und nicht erst zum Transaktionsende (Commit). Das Escrow-Verfahren ermöglicht es eine bestimmte Wertemenge von einem Objekt zu reservieren, unter der Prämisse, dass eine gewisse Bedingung erfüllt ist. Das System lässt dann gleichzeitige Änderer (schreibende Transaktionen) solange zu, wie das Prädikat erfüllt bleibt. Ein großer Nachteil dieses Verfahrens besteht darin, dass die SQL-Schnittstelle erweitert werden muss, und dass Anwendungsprogramme angepasst werden müssen.

### Data Escrow
ICANN sieht in seinen Statuten vor, dass alle Domaindaten von Registry und Registraren bei einem Escrow-Agenten hinterlegt werden müssen, damit diese bei einem Ausfall eines Registrar oder einer Registry von ICANN wiederhergestellt werden können, und bei einem neuen Registrar/Registry zum Einsatz kommen. Alle Domaindaten der über ICANN bezogenen Domains werden jederzeit sicher verwahrt.

### Digital Escrow
Von Digital Escrow spricht man immer dann, wenn digitale Güter einem Treuhänder übergeben werden. Dies können Baupläne, Zeichnungen, Literatur, Musik oder auch NFT sein. Mit Digital Escrow kann der Nachweis über einen neutralen Dritten erbracht werden, dass man das Urheberrecht an einem digitalen Gut hat. Über einen Einlieferungsnachweis des Treuhänders kann der Nachweis von Schutzrechten nachgewiesen werden. Neue Konzepte ermöglichen auch die komplette Abwicklung online und digital. Es ist nicht mehr zwingend erforderlich digitale Güter auf einem Datenträger bei einem Notar zu hinterlegen.

## Im Treuhand-Wesen
Im angloamerikanischen Rechtsraum wird bei bestimmten Transaktionen ein Escrow Account bei einer Bank oder einem anderen Treuhänder eröffnet, auf den der Käufer einen vereinbarten Teil des Kaufpreises einzahlt. Dieser Betrag dient dem Käufer als Sicherheit, auf die er bei Mängeln der gekauften Sache zugreifen kann. Nach Ablauf der Gewährleistungsfrist wird der (restliche) Betrag an den Verkäufer ausgekehrt. Dieses Verfahren ähnelt der im deutschen Rechtsraum üblichen Abwicklung von Fremdgeldern über ein Treuhandkonto (beispielsweise ein Notaranderkonto), z. B. bei Immobiliengeschäften.

## Trivia
Im Französischen gibt es eine Wortähnlichkeit zu escrow, nämlich escroc – was soviel bedeutet wie Betrüger, Bauernfänger etc.